# Valacloche
Valacloche är en kommun i Spanien.   Den ligger i provinsen Provincia de Teruel och regionen Aragonien, i den östra delen av landet, 220 km öster om huvudstaden Madrid. Arean är 14,0 kvadratkilometer.
Terrängen i Valacloche är kuperad åt sydost, men åt nordväst är den platt.